# Mouthier-Haute-Pierre
Mouthier-Haute-Pierre település Franciaországban, Doubs megyében. Lakosainak száma 357 fő (2022. január 1.). Mouthier-Haute-Pierre Aubonne, Évillers, Lods, Longeville, Ouhans, Renédale és Les Premiers-Sapins községekkel határos.

## Népesség
A település népességének változása:
| Lakosok száma | 315  | 360  | 356  | 318  | 312  | 320  | 335  | 341  | 344  | 357  |
|               | 1968 | 1982 | 1990 | 2006 | 2013 | 2015 | 2017 | 2019 | 2020 | 2022 |